# Альфа-N-ацетилгалактозаминидаза
α-N-ацетилгалактозаминида́зы (К. Ф.3.2.1.49) — гликозил-гидролазы, способные отщеплять, с сохранением их оптической конфигурации, терминальные нередуцирующие остатки α-N-ацетилгалактозы от разнообразных субстратов. К α-N-ацетилгалактозаминидазам биохимически и эволюционно близки α-галактозидазы (К. Ф.3.2.1.22). На основании своего строения каталитические домены всех α-N-ацетилгалактозаминидаз отнесены к трём семействам: GH27, GH36 и GH109.
Многие мутации по гену α-N-ацетилгалактозаминидазы у человека приводят к болезни Шиндлера (англ. Schindler disease), известной также как болезнь Канзаки (англ. Kanzaki disease).